# مريم سلامة

مريم أحمد سلامة ( ولدت عام 1965 ) هي كاتبة وشاعرة ليبية . قال عنها أحد النقاد : «إنها ضوء رائد في الجيل الجديد للكاتبات الليبيات». تقوم أعمالها على مكانة ومركز المرأة في المجتمع الليبي المعاصر في جميع قصصها الخيالية .

## بداية حياتها والتعليم
ولدت مريم في مدينة طرابلس . حصلت على درجة البكالوريوس من قسم الأدب والثقافة بجامعة طرابلس ( الفاتح سابقا ) عام 1987.

## المشوار المهني
تعمل مريم حاليا في مجال الترجمة مع التركيز على الدراسات التاريخية . تم نشر أعمال مريم الشعرية والنثرية في صحف ومجلات ليبية وأجنبية، خاصة بعد تخفيف القيود في قوانين الرقابة في ليبيا في فترة التسعينيات. تعمل مريم حاليا كمترجمة في مشروع «المدينة القديمة» في طرابلس. في عام 2012 ، شاركت مريم في مهرجان طرابلس الدولي للشعر الذي نظمه شعراء ليبيون مثل عاشور الطويبي وخالد مطاوع . يعتبر هذا المهرجان أول حدث من نوعه أقيم في ليبيا منذ سقوط معمر القذافي. نم نشر أعمالها في مجلات وصحف ليبية وعربية. تقوم أعمال مريم على مكانة ومركز المرأة في المجتمع الليبي المعاصر، وقد تناولت هذا الموضوع وأدرجته في جميع قصصها القصيرة وقصصها الخيالية.

## قائمة أعمالها
أحلام طفلة سجينة . ( شعر، 1992 ) .
لا شيء سوى الحلم . ( شعر، 1992 ) .
من باب إلى باب . ( قصة قصيرة ).